# Сес (Меза)
Сес (фр. Cesse) насеље је и општина у североисточној Француској у региону Лорена, у департману Меза која припада префектури Верден.
По подацима из 2011. године у општини је живело 126 становника, а густина насељености је износила 23,77 становника/km². Општина се простире на површини од 5,3 km². Налази се на средњој надморској висини од 169 метара (максималној 217 m, а минималној 163 m).

## Демографија
| 1962. | 1968. | 1975. | 1982. | 1990. | 1999. | 2011. |
| ----- | ----- | ----- | ----- | ----- | ----- | ----- |
| 192   | 210   | 172   | 142   | 155   | 128   | 126   |

График промене броја становника у току последњих година